# Коркія Отар Михайлович
Отар Михайлович Коркія (10 травня 1923 — 15 березня 2005) — грузинський професійний баскетболіст, капітан збірної СРСР і Динамо Тбілісі, перший і єдиний баскетболіст, який отримав орден Леніна. Пізніше його було названо найкращим баскетболістом Грузії XX століття а також найкращим спортсменом Грузії XX століття. У 1991 році його включили до 50 найвизначніших баскетболістів за версією Міжнародної федерації баскетболу.

## Дитинство
Отар Михайлович Коркія народився 10 травня 1923 року в Кутаїсі. Його батько, Михайло Дмитрович, був лікарем і одним із засновників Сухумського Мавпячого Розплідника. У 1938 році його заарештували за невідомими обставинами і відправили на заслання в Казахстан. Отар знову побачив свого батька в 1947 році. Мати, Софія Миколаївна, була вчителькою російської мови.
Коли Отару Коркія було 14 років, у Кутаїсі відкрилася спортивна школа, і він пішов у секцію легкої атлетики. Заняття були успішними, але Отар проводив багато часу в залі, де тренувалися баскетболісти, і одного разу попрохав тренера потренуватися з ними. У нього гарно виходило грати в баскетбол, тож тренер сказав Отару Коркії. щоб той обрав один вид спорту. Йти з легкої атлетики Коркія не хотів, але баскетбол приваблював його все більше. Отар гарно вчився, тож йому вдалося вмовити тренера ходити на дві секції.
Спочатку Отару було важко тренуватися з хлопцями, які ходили на баскетбол вже протягом декількох місяців, тож він придбав баскетбольний м'яч, повісив у себе в дворі баскетбольний кошик, і щодня тренувався кидати в нього м'яч. Завдяки цьому він скоро став одним з найкращих гравців баскетбольної команди Кутаїсі, яка перемогла в Чемпіонаті Грузії серед школярів.
Одночасно Отар Коркія досягнув великих успіхів у легкій атлетиці, встановивши рекорди з метання диска і з штовхання ядра, які протягом довгого часу ніхто не міг побити.

## Професійна баскетбольна кар'єра

### Динамо Кутаїсі
З 1943 року Отар Коркія почав грати за Динамо Кутаїсі. Там його гра стала кращою, він вивчив нові елементи техніки, навчився самостійно створювати тактичні комбінації. Тренер Динамо побачив організаторські здібності Отара Коркії, і призначив його капітаном команди. Дуже скоро грузинський баскетболіст став душею команди, намагався щоб усі члени команди товаришували, ходили разом у кіно, ділилися своїми думками.
У 1945 році через військову перерву на баскетбольні майданчики постійно виходили молоді й невідомі баскетболісти, які щоразу грали краще ніж відомі майстри. Почали створюватися нові команди. Однією з таких команд став баскетбольний клуб Кутаїсі, який вперше взяв участь у турнірі 8 міст. Команді Кутаїсі було надзвичайно важко грати оскільки у них не було досвіду. Отар Коркія ніколи не видавав свого хвилювання, завжди був веселим і спокійним, тож у 8 іграх команда Кутаїсі здобула 6 перемог і посіла 3 місце.
|                                                | Сьогодні ми програли — завтра переможемо. Обов'язково переможемо. Лише одна умова: не падати духом, не здаватися. Боротися, Боротися до кінця! |
| — Отар Коркія після поразки від команди Москви | |

### Динамо Тбілісі
У 1946 році Отар Коркія поїхав вчитися до Тбілісі і перейшов до Динамо Тбілісі. Дуже скоро в новому колективі всі полюбили Отара. Він став капітаном команди і головним помічником тренера. Завдяки приходу Отара Коркії Динамо стало грати набагато краще.
У 1949 і 1950 роках Динамо Тбілісі ставало володарем кубку СРСР з баскетболу. У 1950 році вони також здобули трофей Чемпіонату СРСР з баскетболу. У тому році Динамо Тбілісі здобуло майже всі можливі трофеї.
|                   | Коркія не лише старший за віком у команді, але й старший у грі: він ватажок і стержень колективу. Коркія бездоганно розуміє гру, прекрасно орієнтується у важких ситуаціях. |
| — Радянська преса | |

У 1954 році Динамо Тбілісі вкотре виграло Чемпіонат СРСР з баскетболу, а Отара Коркію було визнано найкращим гравцем чемпіонату.

## Кар'єра в збірній

### Чемпіонат Європи 1947
Про гру Отара Коркії скоро дізнався увесь світ. На Чемпіонаті Європи з баскетболу 1947 йому аплодували фанати з Угорщини, Китаю, Польщі і Чехословаччини. На цьому Чемпіонаті Європи збірна СРСР посіла перше місце, обіграши у фіналі збірну Чехословаччини.

### Чемпіонат Європи 1951
На Чемпіонаті Європи з баскетболу 1951 збірна СРСР на чолі з Отаром Коркією здобула 9 перемог і жодного разу не програла. У півфіналі збірна СРСР обіграла збірну Болгарії, а у фіналі — збірну Чехословаччини.

### Олімпійські Ігри 1952
Найкращі якості Отара Коркії як гравця і лідера команди проявилися на Літніх Олімпійських іграх 1952 у Гельсінкі. У турнірі брало участь 16 команд, які були розподілені на 4 групи. У групі зі збірною СРСР опинилися Болгарія, Мексика і Фінляндія. У першій зустрічі проти збірної Болгарії радянські баскетболісти здобули перемогу з рахунком 74:46. Далі вони здолали збірну Фінляндії з рахунком 47:35. Найважча зустріч була проти збірної Мексики, але радянські баскетболісти зуміли переграти їх 71:62, тим самим отримавши право продовжити боротьбу за призове місце.
У півфінальній групі збірній СРСР дісталися США, Бразилія і Чилі. Програвши збірній США, збірна СРСР все ж таки змогла вибороти 2 місце здолаши Бразилію 54:49 і Чилі 78:60. У грі проти збірної Чилі Отар Коркія заробив 38 очок.
У півфіналі збірній СРСР дісталася збірна Уругваю, яка була фаворитом цього турніру. Напружена зустріч закінчилася перемогою СРСР з рахунком 61:57.
У фіналі збірній СРСР потрібно було переграти збірну США. У збірної США було багато високих баскетболістів, які в основному робили високі передачі, які неможливо було перехопити, тож гразакінчилися перемогою американців з рахунком 36:25. Збірна СРСР здобула срібні медалі.
Отар Коркія став найкращим бомбардиром турніру, заробивши 138 очок.

### Чемпіонат Європи 1953
Чемпіонат Європи з баскетболу 1953 проводився в СРСР. Збірна СРСР з легкістю виграла цей турнір, не програвши жодного разу.

## Тренерська кар'єра

### Динамо Тбілісі
У 1959 році Отар Коркія почав тренувати Динамо Тбілісі. У 1962 році у фіналі Євроліги (тоді вона називалася Кубок Європейських Чемпіонів) Динамо Тбілісі здолала Реал Мадрид з рахунком 90:83. Ця перемога стала набільшим досягенням Динамо Тбілісі.

### Збірна СРСР
На Літніх Олімпійських іграх 1972 збірна СРСР взяла Отара Михайловича в тренерський штаб. У фіналі турніру збірна СРСР здобула легендарну перемогу, обігравши збірну США з рахунком 51:50. У складі тієї збірної був племінник Отара Коркії — Михайло Коркія.

## Смерть
Отар Коркія помер 15 березня 2005 року в Тбілісі.